# Ротшильд, Пол
Пол Аллен Ротшильд (англ. Paul Allen Rothchild; 18 апреля 1935 — 30 марта 1995) — американский продюсер, работы которого получили широкую известность в конце 1960-х — начале 1970-х годов.

## Биография
Пол Ротшильд родился в Бруклине в еврейской семье, Нью-Йорк, рос в Тинеке, Нью-Джерси, закончил Teaneck High School в 1953 году. Он начал свою карьеру на Бостонской фолк-сцене, записывая и выпуская записи местных фолк-исполнителей, затем стал штатным продюсером лейбла Жака Хольцмана (англ. Jac Holzman) Elektra Records в 1963 году; в основном работал с известными звукооператорами Брюсом Ботником (англ. Bruce Botnick), Джоном Хаини (англ. John Haeny), Фрицем Ричмондом (англ. Fritz Richmond) и Уильямом Газецки (англ. William Gazecki). Ротшильд был тесно связан с Лос-Анджелесской сценой. Его дом на Lookout Mountain посещали многие музыканты, ставшие звёздами в 1960-х и 1970-х годах. Ротшильд спродюсировал оригинальные демозаписи Crosby Stills and Nash, которые позволили группе получить контракт. Именно он сформировал концепцию «LEDO» (Leadered / Equalized / Dolby / Original).
Ротшильд наиболее известен как продюсер пяти первых альбомов группы The Doors. Он не принимал участие лишь в записи последней пластинки группы с Джимом Моррисоном, L.A. Woman, в силу наметившихся к тому времени разногласий с группой, связанных с новым музыкальным направлением, принятым последней. Ротшильд записывал в качестве продюсера также альбомы и синглы Джона Себастиана, Джони Митчелл, Нила Янга, Тома Пакстона, Фреда Нила, Тома Раша, The Paul Butterfield Blues Band, The Lovin' Spoonful, Тима Бакли, Love, Clear Light, Rhinoceros и Дженис Джоплин, включая её последний альбом Pearl и сингл «Me and Bobby McGee».
В 1970-х годах Пол Ротшильд записал дебютный альбом Outlaws для Arista Records, а также Бонни Рэйтт, Эллиот Мёрфи и саундтрек для фильма Bette Midlerа «Роза», основанного на истории жизни Дженис Джоплин. Он спродюсировал также саундтрек к фильму Оливера Стоуна «The Doors», об одноимённой группе и снялся в этом фильме в небольшой роли. Роль самого Ротшильда в фильме сыграл канадский характерный актёр Майкл Уинкотт.
Ротшильд умер от рака лёгких в 1995 году в возрасте 59 лет.